# Calling Dr. Kildare
 Calling Dr. Kildare és una pel·lícula estatunidenca dirigida per Harold S. Bucquet, estrenada el 1939.

## Argument
El Dr. Gillespie tracta de donar una lliçó a Jimmy Kildare, enviant-lo a una clínica del carrer. Només Kildare pot treure una bala d'un presumpte assassí, i quan arriba la policia, ha de tractar de demostrar la innocència del seu pacient.

## Repartiment
- Lew Ayres: Dr. James 'Jimmy' Kildare
- Lionel Barrymore: Dr. Leonard Gillespie
- Laraine Day: Infermera Mary Lamont
- Nat Pendleton: Joe Wayman
- Lana Turner: Rosalie Lewett
- Samuel S. Hinds: Dr. Stephen Kildare
- Lynne Carver: Alice Raymond
- Emma Dunn: Sra. Martha Kildare
- Walter Kingsford: Dr. Walter Carew
- Alma Kruger: Infermera en cap Molly Byrd
- Harlan Briggs: James Galt
- Henry Hunter: Harry Galt
- Marie Blake: Sally la telefonista
- Phillip Terry: Intern Bates
- Roger Converse: Intern Joiner
- Don 'Red' Barry: Intern Collins
- Reed Hadley: Thomas 'Tom' Crandell
- Nell Craig: 'Nosey', una infermera
- George Offerman Jr.: Nick Lewett
- Clinton Rosemond: Conover
- Johnny Walsh: 'Red'

## Estrena
Calling Dr. Kildare es va estrenar l'abril de 1939, la segona de la sèrie Kildare. Segons la MGM, el film va recaptar 626.000 dòlars als EUA i Canadà i 266.000 a la resta del món, resultant uns beneficis de 307.000 dòlars.
El crític Frank Nugent del New York Times, mentre es lamentava del dany causat als valors artístics de la sèrie, afirmava que és "gratament entretinguda" i "en general, exitosament ensucrada".